# Urothemis assignata
Urothemis assignata е вид водно конче от семейство Libellulidae. Видът не е застрашен от изчезване.

## Разпространение
Разпространен е в Ангола, Бенин, Ботсвана, Гамбия, Гана, Гвинея, Демократична република Конго, Етиопия, Замбия, Зимбабве, Камерун, Кения, Кот д'Ивоар, Либерия, Мадагаскар, Малави, Мозамбик, Намибия, Нигер, Нигерия, Свазиленд, Сенегал, Сомалия, Танзания, Того, Уганда, Южен Судан и Южна Африка.